# デンシレンジ小林
デンシレンジ小林（1975年12月5日 - ）は、日本のお笑い芸人（ピン芸人）。本名、小林敦史（こばやし あつし）。
静岡県御殿場市出身。

## 来歴
1996年、町田デザイン専門学校グラフィックデザインコース卒業後、デザイン会社に勤務。
1997年、会社を辞め、町田デザイン専門学校で同級生だった中島和広と、お笑いコンビ『デンシレンジ』を結成。
お笑いコンビ『ジグザグ』『吉川』との、お笑い合同コント『悪あがき』を２年連続で行い、その後は、TBSラジオ赤坂お笑いDOJO出演や、クイーンズスクエア横浜アットお笑いCHALLENGER優勝などの経歴を残す。
その後コンビでの活動を休止。
2002年、北島幸雄、鈴木貴晶、松崎豊とのお笑いユニットライブ『常夏ブリザード』を行う。
2003年には、『お笑いLIVEガチャ!!』のイメージキャラクター『ガチャくま様』の声などを務める。
2006年、中島和広との活動を再開し、２年間、代々木公園で２人だけのお笑い修行に入る。
2008年6月、正式にお笑いコンビ『デンシレンジ』を復活させ、『お笑いLIVEガチャ!!』のＭＣに抜擢される。
2009年8月、プロダクションＨＩＴに所属。
2011年3月、『デンシレンジ』を解散。芸名を『デンシレンジ小林』とし、ピン芸人として活動を始める。
2011年4月、9年ぶりにお笑いライブ『常夏ブリザード』を行う。
2011年7月、同事務所の『すいたんすいこう 黒澤』『海老じょーだん 橋爪』とのユニットライブ、『３匹木馬』を成功させる。
以降の消息は不明。

## 人物
JリーグとF-1に詳しい知識があり、選手名鑑やデータを見てニヤニヤしている。
ジャンケンの一発勝負には負けた事がないと豪語している。
しりとりも得意で、芸人仲間と『エロくないのにエロく聞こえるしりとり』などをよくしている。
ハイスクール奇面組に大きな影響を受けており、かなりのダジャレ好きである。

## 芸風
登場の時に使う挨拶として、「どうもデンシレンジ小林です！チーン♪」がある。
これはデンシレンジ時代、番組で共演したイジリー岡田が考えてくれたものである。
他には、「サンキューカルパッチョ♪」や「サンキューウンバボ♪」などのオリジナルギャグもある。
ライブでのネタでは、フリップを使ったダジャレネタや、漫画やイラストを使ったネタを得意としている。
ユニットで出演する際は、主にツッコミを担当しており、そのツッコミ口調をよく真似される。

## 出演

### テレビ
- テレ遊びパフォー!（NHK）
- ブラマヨ衝撃ファイル 世界のコワ～イ女たち（TBS）
- 雑学王（テレビ朝日）
- バス☆キャバツーリスト（千葉テレビ）
- 田代まさしのいらっしゃいマーシー（MONDO21）
- 手島優のTOKYO NEXT GIRL（ネットTV）
- ZEALのキミラテ（ネットTV）

### ラジオ
- 赤坂お笑いDOJO（TBSラジオ）
- 高橋克実と山瀬まみ おしゃべりキャッチミー（ニッポン放送）

### ライブ
- クイーンズスクエア横浜アットお笑いCHALLENGER『優勝』
- サンシャインシティお笑いトーナメント『サンシャイン賞』受賞
- フレッシュ笑イブ『優勝』
- 亀戸ティータイム『優勝』
- お笑いライブ 名前はまだない『優勝』
- お笑いLIVE ガチャ!!『司会』
- 漫才笑イブ『司会』
- 東京タワーライブ
- 千葉大学学園祭
- ワセババフェス